# Evolvulus tenuis
Evolvulus tenuis är en vindeväxtart som beskrevs av Carl Friedrich Philipp von Martius och Jacques Denys Denis Choisy. Evolvulus tenuis ingår i släktet Evolvulus och familjen vindeväxter.

## Underarter
Arten delas in i följande underarter:
- E. t. longifolius
- E. t. sericatus
- E. t. tenuis
- E. t. cinereus